# Nediljko Budiša
Nediljko "Ned" Budiša (Šibenik, 21. studenoga 1966.) je hrvatski biokemičar, profesor kemije i vođa nacionalne katedre prve klase za kemijsku sintetičku biologiju (Tier 1 Canada Research Chair (CRC) in Chemical Synthetic Biology & Xenobiology) na Sveučilištu u Manitobi (Winnipeg, Kanada). Budiša je pionir na području inženjerstva genetičkog koda (upute) i kemijske sintetičke biologije (Ksenobiologije). Njegovo istraživanje ima širok spektar primjena u raznim područjima počevši od bioorganske i biomedicinske kemije, strukturne biologije i biofizike, molekularne biotehnologije te inženjerstva metabolizma i biomaterijala. Autor je za sada jedinog udžbenika u svom istraživačkom području: "Engineering the genetic code: expanding the amino acid repertoire for the design of novel proteins".

## Akademski razvoj
Budiša je stekao diplomu gimnazijskog nastavnika u kemiji i biologiji 1990. godine na Prirodoslovno-matematičkom fakultetu (PMF) Sveučilišta u Zagrebu, diplomirao je na Molekularnoj biologiji 1993 godine kada ujedno i završava poslijediplomske studije u biofizici na PMF-u. Brani doktorski rad 1997. godine na Tehničkom sveučilištu u Münchenu pod vodstvom profesora Roberta Hubera. Na Tehničkom Sveučilištu u Münchenu uspjeva i habilitirati 2005., te iste godine preuzima vodstvo juniorske istraživačke grupe ("Molekularna Biotehnologija") na Max-Planck-Institutu za Biokemiju u Münchenu. Dobiva poziv (2008. godine) za redovitog sveučilišnog profesora na Tehničkom Sveučilištu u Berlinu (TUB) gdje je vršio znanstveno-nastavnu aktivnost u vremenu 2010-2018. godine. U listopadu 2018. godine je prihvatio poziv sveučilišta u Manitobi za redovitog profersora kemije i vođu nacionalne istraživačke katedre ("Research Chair") prve klase za kemijsku sintetičku biologiju (Tier 1 CRC in Chemical Synthetic Biology). Istovremeno je zadržao status asociranog profesora Tehničkom Sveučilištu u Berlinu od 2018. do 2023. godine. Budiša je također bio član Centra izvrsnosti “Unifying Systems in Catalysis” Tehničkog sveučilišta u Berlinu (UniSysCat) i CIPSM-Centra izvrsnosti Tehničkog sveučilišta u Münchenu u vremenu između 2007. i 2010. Osnovao je prve uspješne iGEM timove u Berlinu (2014.) i Winnipegu (2022.).

## Znanstvena djelatnost, otkrića i izumi
Budiša je utemeljitelj metode ugradnje aminokiselina u proteine (bjelančevine) pod selekcijskim pritiskom (Selective Pressure Incorporation, SPI) koja omogućuje pojedinačne i višestruke in vivo-ugradnje sintetičkih (ili nekanonskih) analoga prirodnih (kanonskih) aminokiselina, po mogućnosti 'tripletnom prenamjenom' (engleski: codon reassignment) smislenih (sense) kodona genetičkog koda (genske upute). Njegova metodologija omogućuje fine kemijske manipulacije aminokiselinskim pokrajnjim ostacima i to uglavnom prolina, triptofana i metionina; često se ti eksperimenti izvode u sklopu jednostavnog metaboličkog inženjerstva. Temeljni cilj njegovih istraživanja i inženjerskog pristupa biologiji jest prijenos tzv. bio-ortogonalnih fizičko-kemijskih svojstava i reakcija (npr. kemoselektivna ligacija kao što je klik-kemija) te prijenos raznih spektroskopskih svojstva (npr. 'plava' i 'zlatna' fluorescencija) u kemiju živih bića. Na taj način se također eksprimentalno sprovodi obogaćivanje biokemije života kemijskim grupama (npr. azidima, nitrilima, alkenima ili alkinima) te s elementima kao što je fluor, selen ili telurij koji se javljaju samo u tragovima u metabolizmu živih stanica. Budiša je također pionir u svom istraživačkom području, dizajnu enzimskih biblioteka uz računalnu podršku, usmjerenih na ciljanu evoluciju za razvoj novih substratnih specifičnosti. Ti novi enzimi daleko su učinkovitiji od njihovih prirodnih prethodnike i omogućuju učinkovito inženjerstvo ribosomske translacije i proizvodnju sintetičkih proteina. Kombiniranjem proširenja genske upute i metaboličkog inženjeringa s uređivanjem (editing) genoma, stvorio je umjetne mikrobe, bazirane na crijevnoj bakteriji Escherichia coli, s intrinzičnom "genetičkom ogradnjom" koja, za razliku od genetski modificirani organizmi, omogućuje sigurnu, u genetičkoj izolaciji, proizvodnju proteina i ostalih metabolita u jednom fermentacijskom procesu koji ne zahtijeva upotrebu skupih, i često štetnih, antibiotika.
Budiša je dobro poznat po uspostavi upotrebe nekanonskih aminokiselina koje sadrže selen za kristalografiju proteina dok su se aminokiselinski analozi koji sadržavaju fluor, pokazali posebno prikladnim za 19F NMR spektroskopiju i studije proteinskog savijanja (folding). U značajne Budišine izume spadaju i prva demonstracija kako se inženjerstvo genetičkog koda može koristiti kao alat za dizajn terapijskih proteina i ribosomski sintetiziranih peptidnih lijekova. Isto tako, pošlo mu je za rukom sprovesti i inovativno inženjerstvo biomaterijala na bazi adhezivnih (ljepljivih) proteina iz školjaka. U Budišine značajne doprinose ubrajaju se i dizajn kemijskog modela kojim je objasnio ulogu oksidacije metionina u zloćudnoj agregaciji prionskih proteina te otkriće uloge endo/egzo konformacije prolinskog prstena za stabilnost, savijanje (folding) i translaciju proteina.
Budiša je uveo holistički pristup evoluciji novih genskih uputa (kodova) kao alternativu prevladavajućoj ciljanoj evoluciji enzima i drugih ortogonalnih translacijskih ili metaboličkih komponenta, primjenjujući laboratorijsku molekularnu evoluciju na same žive stanice (in vivo) u specijaliziranim fermentacijama sa serijskim razrjeđivanjem. Godine 2015., Budišina grupa je uspješno dovršila dugoročni eksperiment mikrobne laboratorijske evolucije koji je rezultirao potpunom, proteomskom zamjenom svih 20.899 triptofanskih ostataka s nekanonskom (sintetičkom) aminokiselinom tienopirol-alaninom u genskoj uputi bakterije Escherichia coli. Ti rezultati daju čvrstu osnovu za laboratorijsku evoluciju života s alternativnim metabolitima ili sintetičkim (umjetnim) biokemijskim sustavima. Istovremeno taj pristup omogućava razvoj zanimljive tehnologije biološke sigurnosti i bezbjednosti gdje bi sintetičke stanice bile opremljene s umjetnom genetičkom barijerom - tzv. genetička ogradnja (u engleskom govornom području koristi se izraz: genetic firewall; vidi: Ksenobiologija) te mogu preživjeti samo u neprirodom okolišu tj. antropogenim laboratorijskim uvjetima. Slični eksperimenti s fluoriranim analozima aminokiseline tryptofan kao drugim ksenobiotičkim aminokiselinama pokazuju kako mikrobi prilagođavaju ksenobiotičke spojeve, nudeći obećavajuće strategije za ekološku bioremedijaciju zagađenog okoliša.
Budiša smatra kako radikalno inženjerstvo genske upute u kontekstu umjetno stvorenih (sintetičkih) stanica, pa i samog umjetnog života – bila stvorila anorganska materija (bottom-up) ili stvoreni radikalnim mijenjanjem kemijske osnove postojećih oblika života (top-down) – predstavlja posljednji veliki (još uvijek neprevladani) izazov u znanosti o životu i njegovom inženjerstvu. Međutim, to je također vrlo obećavajuća tehnologija s ogromnim, pa čak i revolucionarnim potencijalom da temeljito transformira konvencionalne tehnologije pa i cijelo ljudsko društvo. Posljedično, Budiša nije ravnodušan prema posljedicama svoga znanstvenog i inovatorskog rada pa je stoga uključen u rasprave o društvenim, etičkim, umjetničkim i filozofskim implikacijama stvaranja umjetnog života s radikalno izmijenjenom kemijom, izmjenom tvari (metabolizmom) i genskim uputama (kodovima).

## Izbor nagrada
- 2004: BioFuture Award[31]
- 2017: Publication Award Fluorine Chemistry[32]